# Прыжов, Иван Гаврилович
Иван Гаврилович Прыжов (22 сентября [4 октября] 1827, Москва — 27 июля [8 августа] 1885, Петровский завод) — русский публицист, революционер, историк, этнограф. Автор работ по истории Великороссии и Малороссии, в основном по истории народного быта. Наибольшую известность приобрёл своими трудами по истории кабачества и нищенства. Был членом революционной организации «Народная расправа»; присутствовал при убийстве студента Иванова.

## Биография
Происходил из семьи вольноотпущенного крестьянина подмосковного села Середниково Гавриила Захаровича Прыжова, служившего писарем в Мариинской больнице для нищих в Москве, ветерана Отечественной войны 1812, участника Бородинского сражения, получившего орден Святого Владимира, давший право на получение потомственного дворянства. Иван Прыжов был старшим сыном из 4-х детей Гавриила Захаровича, и получил образование в 1-й Московской гимназии (1849); учился на медицинском факультете Московского университете, который не окончил.
С 18 января 1852 года работал экзекутором и регистратором в Московской гражданской палате; при закрытии палаты в 1867 году остался «за штатом» и поступил в контору частной железной дороги. С 1868 года — смотритель работ на железной дороге Витебск — Орёл — Харьков — Киев. В том же году познакомился с П. Г. Успенским, будущим нечаевцем.

### Общество «Народная расправа»
3 августа 1869 года встретился с Нечаевым, вступил в революционное общество «Народная расправа». Организовывал революционные кружки, вёл агитацию в народе и среди студентов.

### Убийство студента Иванова
1 ноября 1869 года принимал участие в убийстве студента Иванова. был арестован 3 декабря 1869 года; 5 марта 1870 года переведён в Петропавловскую крепость. На суде 1—5 июля 1871 года был приговорён к лишению всех прав состояний, двенадцати годам каторжных работ и вечному поселению в Сибирь; 15 сентября 1871 года переведён в петербургский тюремный замок.

### Гражданская казнь и тюрьма
Гражданская казнь состоялась 21 декабря 1871 года в Санкт-Петербурге на Зимней Конной площади; 14 января 1872 года он был отправлен в виленскую каторжную тюрьму, затем в острог в Иркутске, и по этапу на Петровский железоделательный завод в Забайкальской области.
С 1881 года на поселении в Сибири.
По словам Р. М. Хин, «Пока была жива его жена, одна из тех неведомых русских героинь, жизнь которых представляет сплошное самоотвержение, Прыжов, несмотря на крайнюю нужду, ещё кое-как держался. После её смерти он окончательно пал духом, запил и умер на Петровском заводе в Забайкальской области 27 июля 1885 года, одинокий, больной, озлобленный не только против врагов, но и против друзей. О его кончине Н. И. Стороженко известил управляющий Петровского завода горный инженер Аникин».

## Отражение в культуре
Есть мнение, что Ф. М. Достоевский в романе «Бесы» сделал Прыжова прототипом добряка и фантазера Толкаченко, которому поручали вербовку новых членов среди изгоев общества, преступников.
Судьбе И. Г. Прыжова в гротескном изложении посвящён рассказ Олега Юрьева «Неизвестное письмо писателя И. Г. Прыжова Фёдору Михайловичу Достоевскому» (2013).

## Публикации

### 1860
- Иван Яковлевич {Корейша}, лжепророк — «Наше время», № 34.
- «Кликуши» А. Клементковского — «Наше время» № 37.
- Очерки древне-русского быта — «Наше время» № 44 — 45.
- Московские новости — «Русский инвалид», № 239.
- Литературная летопись — «Спб; ведомости», № 253.
- Житие Ивана Яковлевича, известного пророка в Москве. Н. Л. Тиблен, СПб. — 1860. 52 с.

### 1861
- Из Москвы — «Спб. ведомости», № 113, 190, 229.
- Из деревни — «Спб. ведомости», № 242.
- Московские юродивые — «Северная пчела», № 125.
- Петербург и Москва — «Северная пчела», № 60.
- Нечто о воронежских пустосвятах и юродивых — «Воронежская беседа», стр. 144—145.
- (совместно с Л. Каравеловым) Памятники народного быта болгар, т. I., М.

### 1862
- Юродственное племя — «Развлечение», № 4, 13, 14, 31, 46 и 48,
- Юродство в Москве — «Московские ведомости», № 156.
- Москва 4 октября — «Современное слово», № 112.
- Нищенство — «Современное слово», № 125
- Библиографические известия — «Филологические записки», вып. 1-й. — «Московские ведомости» № 241.
- Новое приложение фотографии к археологии и искусству — «Московские ведомости», № 232 (также «Северная пчела», № 235).
- По поводу заметки о религиозном и нравственном образовании в московских гимназиях — «Современная летопись», № 47.
- Сказание о кончине и погребении московских юродивых Семена Митрича и Ивана Яковлевича, М.
- Нищие на святой Руси: материалы для истории общественного и народного быта в России. Изд. М. И. Смирнова, 1862. 139 с.

### 1863
- Юродственное племя — «Развлечение», № 35.
- Из-под Новинского, что в Москве — «Голос», № 56.

### 1864
- Наша общественная жизнь — «Развлечение», № 6.
- Кабацкие целовальники — «Развлечение», № 13.
- Городские пьяницы — «Развлечение», № 22.
- Pia desideria. По поводу книги Н. П. Бочарова — «Голос», № 277.
- Лекции г. Стороженко о Шекспире — «Московские губернские ведомости», № 3.

### 1865
- Нравы и обычаи Углича — «Спб. ведомости», № 13.
- Углицкие юродивые и предсказатели — «Спб. ведомости», № 34.
- Библиография. Древности — «Голос», № 214.
- 26 московских юродивых, пророков, дур и дураков — «Развлечение», № 12 и книгой в изд. Н. Баркова (Москва).
- Он и она — «Развлечение», № 20.
- Купец-лавочник — «Развлечение», № 43.

### 1866
- Смешное — «Развлечение», № 14.
- Корчма — «Русский архив», № 7, стр. 1053—1064.
- «Русские замечательные люди» А. Суворина — «Московская газета», № 3.

### 1867
- Лях в историческом отношении — «Голос», № 17.
- Библиография. «Об историческом наслоении в славянском словообразовании», сочинение Дювернуа. «Кобзарь» Тараса Шевченко — «Голос», № 207.

### 1868
- От Москвы до Киева — «Современная летопись», № 13.
- Что делалось прежде, когда голод постигал народ — «Московские ведомости», № 68.
- Русские кликуши — «Вестник Европы», кн. X, стр. 641—672.
- История кабаков в России в связи с историей русского народа. Издание М. О. Вольфа, 1868. 320 с.[К 1]

### 1869
- Малороссия (Южная Русь) в истории её литературы с XI по XVIII век. — «Филологические записки», вып. I—II.

### 1881
- Сибирский Никола — «Порядок», № 295.
- Староверы — «Русский курьер», № 11 и 15.

### 1882
- Записки о Сибири: 1. Охота на бродяг. 2. Староверы — «Вестник Европы», кн. IX, стр. 291—325.

После смерти Прыжова в 1908 году была издана книга «Исповедь», написанная им как материал для его защитника в нечаевском процессе.
- Прыжов И. Г. Очерки русского быта Архивная копия от 25 сентября 2020 на Wayback Machine / Отв. ред. О. А. Платонов. — М.: Институт русской цивилизации, 2017. — 640 с. ISBN 978-5-4261-0159-3

### Комментарии
1. ↑  …Это было в 1867 году. В книжный магазин М. Вольфа вошел невзрачной наружности человек лет 40-45, одетый в рубище и, показывая толстую, исписанную крупным почерком рукопись, обратился к хозяину с вопросом: «Не купите ли у меня эту „штуку“ для издания?». Тот с удивлением посмотрел на странного «продавца рукописи» и, сомневаясь, чтобы этот оборванец мог быть автором её, спросил, кому принадлежит рукопись. «Это мой труд, — ответил посетитель. — Он заключает в себе историю кабаков в России». Странная тема, равно как и странная личность автора, заинтересовали Вольфа. Он принял рукопись для просмотра, обещал дать ответ через две недели и спросил адрес у своеобразного писателя. «Адрес? — произнес загадочно тот. — Этого я указать не в состоянии. Сегодня я в ночлежке, а завтра, быть может, выгонят оттуда… Уж лучше я за ответом сам зайду»[5].